# McLaren MCL34
Chronologie des modèles (2019)
McLaren MCL33 McLaren MCL35
La McLaren MCL34 est la monoplace de Formule 1 engagée par McLaren Racing dans le cadre du championnat du monde de Formule 1 2019. Elle est pilotée par l'Espagnol Carlos Sainz Jr. et par le Britannique Lando Norris.

## Présentation
La MCL34, conçue par Pat Fry, est présentée le 14 février 2019 au McLaren Technology Centre de Woking en Angleterre.

## Résultats en championnat du monde de Formule 1
| Saison | Écurie          | Moteur                     | Pneus   | Pilotes          | Courses | Courses | Courses | Courses | Courses | Courses | Courses | Courses | Courses | Courses | Courses | Courses | Courses | Courses | Courses | Courses | Courses | Courses | Courses | Courses | Courses | Points inscrits | Classement |
| Saison | Écurie          | Moteur                     | Pneus   | Pilotes          | 1       | 2       | 3       | 4       | 5       | 6       | 7       | 8       | 9       | 10      | 11      | 12      | 13      | 14      | 15      | 16      | 17      | 18      | 19      | 20      | 21      | Points inscrits | Classement |
| ------ | --------------- | -------------------------- | ------- | ---------------- | ------- | ------- | ------- | ------- | ------- | ------- | ------- | ------- | ------- | ------- | ------- | ------- | ------- | ------- | ------- | ------- | ------- | ------- | ------- | ------- | ------- | --------------- | ---------- |
| 2019   | McLaren F1 Team | Renault V6 turbo E Tech 19 | Pirelli |                  | AUS     | BAH     | CHI     | AZE     | ESP     | MON     | CAN     | FRA     | AUT     | GBR     | ALL     | HON     | BEL     | ITA     | SIN     | RUS     | JAP     | MEX     | USA     | BRE     | ABU     | 145             | 4e         |
| 2019   | McLaren F1 Team | Renault V6 turbo E Tech 19 | Pirelli | Carlos Sainz Jr. | Abd.    | 19e*    | 14e     | 7e      | 8e      | 6e      | 11e     | 6e      | 8e      | 6e      | 5e      | 5e      | Abd.    | Abd.    | 12e     | 6e      | 5e      | 13e     | 8e      | 3e      | 10e     | 145             | 4e         |
| 2019   | McLaren F1 Team | Renault V6 turbo E Tech 19 | Pirelli | Lando Norris     | 12e     | 6e      | 18e*    | 8e      | Abd.    | 11e     | Abd.    | 9e      | 6e      | 11e     | Abd.    | 9e      | 11e     | 10e     | 7e      | 8e      | 11e     | Abd.    | 7e      | 8e      | 8e      | 145             | 4e         |

Légende : ici
- *Le pilote n'a pas terminé la course mais est classé pour avoir parcouru 90 % de la distance prévue